# Hyphilaria parthenis
Hyphilaria parthenis is een vlinder uit de familie van de prachtvlinders (Riodinidae).
De vlinder kent een seksuele dimorfie: de mannetjes hebben een oranje basiskleur, de vrouwtjes een witte. De spanwijdte is ongeveer 2,5 cm.
De soort komt voor in de lage delen van het Neotropisch gebied, van Panama tot het zuiden van Brazilië.